# Claude Gaultier
Pour les articles homonymes, voir Gaultier.
Claude Gaultier est un avocat français au Parlement de Paris, né à Paris en 1590 et mort en 1666.

## Biographie
Il a brillé au barreau de Paris, sinon par la pureté de son goût et l’éclat de son éloquence, du moins par une verve incisive, des traits mordants, des mouvements impétueux et inattendus, qui le rendaient très redoutable à ses adversaires. Fort d'une excellente réplique, orateur rival entre autres de ses confrères Le Maistre et Patru, il allait souvent jusqu'à l’insolence, et on l’avait surnommé Gaultier la Gueule.
Boileau le peint en deux vers, dans ses Satires :
Dans vos discours chagrins, plus aigre et plus mordant 

Qu'une femme en furie, ou Gaultier en plaidant.
Néanmoins les études qu'en font Louis-Henri Moulin (1884) et Diane Dutton (2007) sont plus valorisantes puisqu'il est comparé à ses confrères Antoine Le Maistre et Olivier Patru dont le talent était bien reconnu par leurs contemporains.

## Œuvres
Ses plaidoiries ont fait l'objet d'une publication imprimée de son vivant : 
- Les plaidoyez de monsieur Gaultier, advocat en Parlement. Premier volume, Paris, T. Girard, 1662, in-4° 724 p. Lire en ligne sur Gallica.

Deuxième volume publié à titre postume en 1669 : Les plaidoyez de Monsieur Gaultier advocat au Parlement, tome second donné au public par M. Guéret advocat au Parlement, à Paris chez Théodore Girard, 1669 ; in-4°, 722 p. (plus épître, préface et tables) publié par Gabriel Guéret qui rend hommage dans sa préface à ce grand orateur du barreau, donnant "à l'utilité du public" les plaidoyers sélectionnés et remaniés par leur auteur 18 mois avant sa mort.
Une ré-édition est faite en 1688 par l'avocat Gabriel Guéret : Les Plaidoyez de M. Gaultier, avocat au Parlement, Paris, T. Girard, 1688, 2 vol. (Lire en ligne sur Gallica : https://gallica.bnf.fr/ark:/12148/bpt6k8719565f) 